# Onder de korenmaat
Onder de korenmaat is een roman van de Nederlandse schrijver Maarten 't Hart. Het boek kwam in 1991 uit bij de uitgeverij De Arbeiderspers.
Het boek beschrijft de affaire tussen de getrouwde componist Alexander Goudveijl en de veel jongere dierenarts Sylvia Hoogervorst.

## Verhaal
Alexander Goudveyl is componist. Hij is gehuwd met de beroemde zangeres Joanna. Hij ziet zijn vrouw echter zelden, aangezien ze vrijwel voortdurend moet optreden. Goudveyl treedt ook zelf op, als pianist begeleidt hij zijn vriendin Hester, ook een zangeres. Tijdens een optreden met Hester ontmoet hij Sylvia Hoogervorst, een jonge dierenarts. Sylvia is verliefd geworden op Alexander, al is dat hem niet gelijk duidelijk. Zelf is hij ook onder de indruk van Sylvia en hij nodigt haar uit als Joanna weer eens moet optreden. Ondanks het leeftijdsverschil, ze schelen vijftien jaar, ontstaat er een intieme relatie. Alexander raakt steeds meer verliefd, maar merkt al snel dat de liefde bij Sylvia begint te bekoelen.
Ook beginnen er irritaties te komen. Zo walgt Alexander van popmuziek, terwijl Sylvia idolaat is van de Red Hot Chili Peppers en niets van klassieke muziek weet. Hester plaagt hem hier mee. Als Alexander in zijn wanhoop denkt aan het aanschaffen van koptelefoons, zegt ze spottend dat hij dan wel voortdurend de "Walkürenritt" van Wagner moet draaien om de popmuziek van Sylvia te kunnen overstemmen. Er ontstaat nu een periode waar Sylvia Alexander aan het lijntje houdt. Hij blijft zich wanhopig aan zijn vriendin vastklampen, maar ze zegt afspraken af, belt nauwelijks meer en als ze elkaar al zien dan verloopt het contact uiterst stroef. Als Sylvia na een vakantie terugkeert, verbreekt ze ten slotte helemaal het contact. Alexander kan het niet accepteren en zit uren naast de telefoon te wachten tot Sylvia belt. Het gaat bergafwaarts met Alexander. Hij slaapt niet meer en kan bijna niet eten. Uiteindelijk bedrinkt hij zich, loopt naar buiten en valt tegen een boom in slaap.

## Achtergrond
Maarten 't Hart put voor zijn romans en verhalen regelmatig uit zijn eigen leven. In een aantal interviews heeft hij toegegeven dat hij zelf een affaire heeft gehad, waar hij van in de war was. Deze affaire is de inspiratie geweest voor "Onder de korenmaat". Veel karaktertrekken van 't Hart zijn terug te vinden in het karakter van Alexander Goudveyl. De voorliefde van 't Hart voor klassieke muziek mag bekend zijn. Hij is dan wel geen componist, maar door de jaren heen heeft hij een enorme kennis van het genre opgebouwd. Even legendarisch is zijn afkeer van popmuziek. Verder is er weer de gecompliceerde verhouding tussen Maarten 't Hart en de vrouw. In de roman wordt die verhouding nog gecompliceerder door het leeftijdsverschil. De schrijver voert de lezer mee in de roes van een verliefdheid tussen twee mensen die eigenlijk niet bij elkaar passen. De aanvankelijke passie wordt gesymboliseerd door de heftige storm die het hele land ontwricht. Heel symbolisch is het huis van Goudveyl dan ook een tijdje onbereikbaar is door omgewaaide bomen. De bomen markeren de obstakels die de relatie gaan ontwrichten. Een andere symbolische aanwijzing is de vermelding van de joggers. Goudveyl is geobsedeerd door joggers, hij heeft er zelfs een muziekstuk over geschreven.
De joggers zijn het motief voor Sylvia. In tegenstelling tot de vrouw van Alexander die altijd moe is en nooit haast maakt, loopt Sylvia in een snel tempo. Verder maakt 't Hart optimaal gebruik van de ruimte. Aanvankelijk hebben Alexander en Sylvia voldoende aan één kamer, later als ze uit elkaar groeien verblijven ze meer en meer in verschillende steden. De overtreffende trap is de vakantie op de Seychellen die Sylvia voorstelt om de relatie weer op te poetsen. Goudveyl weigert met haar op vakantie te gaan, met andere woorden de ruimte is te groot geworden.

## Titel
De uitdrukking 'onder de korenmaat' komt uit de Bijbel. In  Matteüs 5:15 staat de gelijkenis van de lamp onder de korenmaat. Dit betekent dat iemand zijn kennis of vermogens voor zichzelf houdt. Het is Hester die tegen Alexander op het eind van het boek zegt dat hij niet zijn licht onder de korenmaat moet zetten.

## Hoofdpersoon
Het boek beschrijft Alexander Goudveyl in zijn vijfenveertigste levensjaar. Het treft hem midden in een soort van midlifecrisis. Die crisis wordt beter begrijpbaar na het lezen van zijn eerste dertig levensjaren. Maarten 't Hart beschrijft die twee jaar later in de roman: Het woeden der gehele wereld. Alexander komt rond zijn twintigste tot het besef dat zijn overleden ouders zijn stiefouders waren. Vlak daarna trouwt hij met Joanna Oberstein, die nog veel beter zingt dan het leuke meisje Hester Edersheim. Hij vergaart op jonge leeftijd een fortuin met een vlotte Mozart-bewerking voor het repertoire van Hester.

De golden retriever van de buren redt de uitgeputte, halfbevroren Alexander zoals de schrijver hem aan het eind van deze roman achterlaat. Dit wordt terloops beschreven in het laatste deel van de roman "Het woeden der gehele wereld". Als hij decennia later voor het eerste zijn schoonvader ontmoet, blijkt deze ook zijn natuurlijke vader te zijn. Weer wat later in 1994, Alexander is dan 50, verblijft hij met zijn vrouw Joanna in het buitenland. De lezer komt dat te weten omdat Maarten 't Hart dat terloops vertelt in zijn roman: "De nakomer" uit 1996. Aäron Oberstein past op het huis van zijn kinderen Alexander en Joanna en verleent aldaar onderdak aan zijn oude vriend, de apotheker Simon Minderhout.